# Народний фронт Азербайджану
Народний фронт Азербайджану (азерб. Azərbaycan Xalq Cəbhəsi Partiyası) — націонал-демократична політична партія Азербайджану.

## Історія
Ініціативна група зі створення Народного Фронту Азербайджану (НФА) сформувалась у серпні 1988 року в рамках Бакинського клубу вчених, навколо якого згрупувалась бакинська інтелігенція.
Заявлені цілі НФА — підтримка політики перебудови. Основні принципи були запозичені з програми Народного Фронту Естонії.
З самого початку НФА зайняв жорстку позицію стосовно карабаської проблеми. 6-8 січня 1990 року пройшла 3-тя конференція НФА, на якій відбулось відокремлення ліберальної частини цієї організації. НФА залишили Зардушт Алізаде, Аріф Юнусов, Лейла Юнусова й інші, хто не виявив бажання лишатись в одному таборі з ультрарадикалами. У 1990 році активісти Народного Фронту очолили народні заворушення на півдні та у Баку й брали участь у нападах на армійські підрозділи, введені до міста з метою наведення порядку. З'явились відомості про збройні загони НФА, які здійснювали самостійні операції в зоні Карабаського конфлікту. Того ж року партія отримала представництво у республіканській Верховній Раді й пізніше (у 1991) стала ініціатором створення Міллі Меджлісу. Мітинги Народного Фронту призвели у 1992 році до відставки першого президента Азербайджану Аяза Муталібова. Того ж року лідер Народного Фронту Абульфаз Ельчибей став новим президентом.
Перед парламентськими виборами 1995 члени НФА підтримали пропозицію про офіційну реєстрацію як політичної партії, яку очолив Ельчибей. Міністерство юстиції під міжнародним тиском було змушено зареєструвати нову партію у червні 1995. В листопаді 1995 НФА зміг провести чотирьох депутатів до національного парламенту.
На парламентських виборах 2000 року партія здобула 11 % голосів та 6 із 125 місць у парламенті.
У парламентських виборах 6 листопада 2005 партія брала участь у складі блоку «Азадлиг».

## Лідери
- Абульфаз Ельчибей
- Алі Керімлі
- Неймат Панахов